# La tienda roja
La tienda roja (en ruso Красная палатка, transliterado Krásnaya palatka, y en italiano La tenda rossa) es una coproducción entre la Unión Soviética e Italia, dirigida en 1969 por Mijaíl Kalatózov. El film se basa en el relato real de la trágica expedición del dirigible de la clase N Italia al mando de Umberto Nobile que se estrelló en el círculo polar ártico. La película arranca con el sentimiento de culpa que atromenta a Nobile años después del suceso. Con este punto de partida la película hace una descripción de las duras condiciones tras el accidente que sufren los supervivientes, las responsabilidades del mando, y los riesgos para llevar a cabo el rescate de los expedicionarios en condiciones adversas.

## Argumento
Umberto Nobile (Peter Finch) fue el comandante del dirigible Italia, que en 1928 realizó un vuelo con el objeto de alcanzar el Polo Norte. Debido a un cambio repentino de las condiciones meteorológicas el dirigible fue incapaz de volver a base y se estrelló. Desde entonces Nobile vive con la culpa y le persiguen los fantasmas de los hombres que murieron en la expedición. Una noche, incapaz de conciliar el sueño llama con su imaginación a algunos de los fantasmas de la expedición y del rescate para someterse a un juicio por sus actos.
En el segundo acto se describen las condiciones extremas de frío polar que soportan los supervivientes en una improvisada tienda que han pintado de rojo para hacerle visible desde el aire, la tienda roja. El relato salta entre las penurias dentro de la tienda y los intentos infructuosos de rescate por parte de un equipo de rescate internacional. También se observa la incompetencia de los oficiales italianos en la base que dan por muertos a los expedicionarios, en parte para alivio de los políticos de la dictadura de Benito Mussolini en Roma. Al final del acto, el radiotelegrafista consigue arreglar la radio y comunicarse con el exterior. Pese a ello, el segundo al mando de la expedición decide arriesgarse con otros dos y tratar de llegar andando hasta la base más cercana, a unas decenas de kilómetros. A pesar de contar con la oposición de Nobile, este les deja partir.
El tercio final de la película muestra los intentos renovados de rescate por parte de varias personas. Una de ellas es Roald Amunsen (Sean Connery), que fallece en el intento. Tras varias dificultades los expedicionarios supervivientes son rescatados. En la base, Umberto Nobile es acusado de cobardía para esconder la incompetencia política de la dictadura, pero este abrumado asume la culpa. De vuelta al presente en la casa de Umberto, el veredicto del juicio no es unánime. Si bien algunos de los fantasmas le declaran culpable, recibe la absolución de la manifestación de su amigo Amundsen, que le hace ver la importancia del perdón personal.

## Premios
- 1972 - Una nominación al premio Globo de Oro como mejor film extranjero en lengua inglesa.[3]

## Música
La música de la versión soviética de la película está compuesta por Aleksandr Zatsepin, y para el resto de países, por Ennio Morricone.

## Producción
La realización de la película fue un intento de la Unión Soviética de crear una serie de coproducciones con productores occidentales para expandir el estilo de cine soviético fuera de sus fronteras. Bajo el gobierno de Leonid Brezhnev el cine se convierte en un elemento más de importancia en el escenario geoestratégico de la guerra fría. Algunos elementos de la película, como la llegada del rompehielos soviético, trata de reforzar el sentido de progreso de la Unión Soviética frente al fracaso en el rescate de las potencias occidentales.
El acuerdo entre la productora italiana Vides y la soviética Mosfilm se formalizó el 29 de junio de 1967. En el acuerdo, Mosfilm se encargaría de los montajes preliminares de la película, mientras que la productora italiana se encargaría del montaje final para la exhibición internacional. A consecuencia de esta división de papeles existen varias versiones de la película, cada una con su banda sonora distinta. La versión soviética era de 158 minutos, en la que se enfatizaba la labor de los rescatadores. La versión italiana era de 132 minutos y contenía escenas inéditas en las otras dos versiones. La versión internacional fue recortada a 121 minutos, modificando ligeramente la banda sonora de la versión italiana. En la versión internacional y en la italiana se decidió no traducir las partes originales en ruso.
La película está basada en una novela homónima del escritor ruso Yuri Nagibin. El mismo Nagibin comenzó a realizar el guion pero el resultado se alejaba demasiado del estilo occidental. Por medio de la productora italiana se contrato al guionista Ennio De Concini que dio forma a una versión definitiva del guion para rodar. Una de las novedades fue el incluir el papel que sería interpretado por Claudia Cardinale, cuyo personaje en la realidad ni siquiera existió. Para la dirección se eligió a Mijaíl Kalatozov debido a su experiencia en el trabajo con equipos de rodaje multinacionales. La producción resultó complicada por los problemas de comunicación y ritmos de trabajo diferentes de los equipos de ambas naciones. La experiencia de Kalatozov contribuyó el poder coordinar los esfuerzos de ambas productoras, cuya implicación alcanzó el punto de participar en la escritura definitiva del guion.
Planificada como una película para competir con el cine de Hollywood, el presupuesto fue muy elevado para su época, 10 millones de dólares de EE. UU., contando con un elenco más que respetable de actores de ambos lados del telón de acero. En la URSS e Italia la película tuvo buena recepción y de taquilla, recuperando el coste de su producción. Sin embargo, su repercusión fue poco destacada fuera de estos dos países, especialmente en EE. UU., donde la película tuvo una recepción fría. A pesar de su nominación al Globo de Oro como mejor película de habla inglesa internacional, la taquilla fue escasa y la película fue considerada como un fracaso moderado.